# Stazione di Chianche-Ceppaloni
Stazione di Chianche-Ceppaloni vasútállomás Olaszországban, Chianche településen.

## Vasútvonalak
Az állomást az alábbi vasútvonalak érintik:
- Cancello–Benevento railway

## Kapcsolódó állomások
A vasútállomáshoz az alábbi állomások vannak a legközelebb:
- Montorsi railway halt
- Stazione di Altavilla Irpina